# سنجاب بوته‌ای آفریقایی
سنجاب بوته‌ای آفریقایی (نام علمی: Paraxerus) نام یک سرده از تیره سنجاب است.

## گونه‌ها
- سنجاب بوته‌ای الکساندر, Paraxerus alexandri
- سنجاب بوته‌ای بوهم, Paraxerus boehmi
- سنجاب بوته‌ای اسمیت, Paraxerus cepapi
- سنجاب کوهی کوپر, Paraxerus cooperi
- سنجاب بوته‌ای نواری, Paraxerus flavovittis
- سنجاب بوته‌ای سیاه و قرمز, Paraxerus lucifer
- سنجاب بوته‌ای اخرایی, Paraxerus ochraceus
- سنجاب بوته‌ای قرمز, Paraxerus palliatus
- سنجاب بوته‌ای سبز, Paraxerus poensis
- سنجاب بوته‌ای سوینرتون, Paraxerus vexillarius
- سنجاب بوته‌ای وینسنت, Paraxerus vincenti